# EnOcean
EnOcean（エンオーシャン）GmbHはSiemens AGの中央研究所で生まれた技術を利用して同社のアントレプレナープログラムにより2001年に起業された会社である。設立はSiemens AG社の出身者4名により設立された。本社はドイツ、ミュンヘン市郊外にある。従業員は約40名のファブレス企業である。
起業を提案したのは現在同社のCTO(Chief Technology Officer and Founder)のFrank Schmidtである。
Frank Schmidtは1995年頃からSimens社の中央研究所でエネルギーハーベストの研究を重ねて来た。
現在CEO(Chief Executive Officer and Founder)のMarkus BrehlerはFrank Schmidtよりの提案によりEnOceanの設立中心メンバーとなり2001年からCEOとなった。 
Siemens AG社では中央研究所で開発されながら同社で使用されていない技術をこの様な形で社内公募で起業をバックアップする仕組みがある。EnOcean（エンオーシャン）の設立時は株式の19%をSiemens AG社が出資した。また、製品の製作はSiemens AG社のライプツィヒ工場が請け負っているので大量の注文があった場合に注文が受けられないと言うベンチャー企業に特有な問題は無い。2009年以降はSiemens AG社のライプツィヒ工場以外にも製品製造を委託してコスト削減を試みている。
EnOcean（エンオーシャン）技術の特長はバッテリーレス無線発信技術にあり欧米では300社以上の企業がEnOcean社の技術を採用して650種類以上の製品を市場で販売している(主な採用会社：Siemens, Distech Controls, Zumtobel, Omnio, Osram, Wieland Electric, Peha, Thermokon, Wago, Herga)
主な応用製品はビルオートメーションで用いられる照明スイッチ、空調制御機器であるが窓の開閉検知、動体センサー、あるいはファクトリーオートメーション用のフットスイッチ、押しボタン、プルスイッチ、その他多岐に渡る
従来の無線スイッチに対して内蔵バッテリーが不要な技術なので応用可能な製品が飛躍的に拡大した。
同社はそのユニークな技術が評価されて様々な技術賞を受賞している。例：Bavarian Innovation Prize 2002、　Technology Pioneer 2006、BuildingGreen Top-10 Product 2007、Elektra 2008 European Electronics Industry Awards。
出典：上記内容は2008年7月30日にマイクロマシン2008、Yole社のブースでEnOcean（エンオーシャン）関係者により発表されたものである。

## エンオーシャン　アライアンス
欧州と北米のエンオーシャン技術を採用したOEM各社で構成されたグループである。 (主な企業名： Omnio, Thermokon, Masco, MK Electric, Distech Controls and EnOcean) エンオーシャン　アライアンスは2008年4月に設立された非営利団体でありOEM各社がEnOcean技術の進歩と拡大を目的に活動している。2010年12月の時点でアライアンス企業は352社が加入している。アライアンスのChairmanであるGraham Martin氏はZigbee Allianceの出身でもあり無線技術に精通している。同氏はZigBeeの生みの親であるChipcon社の設立時のメンバーでもある。

## テクノロジー
同社の技術は従来自然界に存在していてこれまで利用されていなかった微弱なエネルギーを無線信号の出力エネルギーに利用するものである。そのテーマーは「エナジーハーベスト」として欧米では注目されている。
同社の技術は大きく以下のレベル、「製品化されたもの」「開発されたが評価中」「開発中」の3つに分類される
- 製品化された技術

メカニカル・物理的動作・太陽光・照明
- 評価中の技術

振動・回転・温度差
- 開発中の技術

空気圧・差圧・電磁波・筋収縮エネルギー・有機化学反応エネルギー・有機素材
製品として最も利用されている技術はスイッチを押すと言うメカニカル・物理的動作を電磁石の技術を利用して発電エネルギーとして利用するものであり多くは照明スイッチとして利用されている。　
2009年1月には日本の電波法もクリアした製品PTM200C（認証番号：202YW08108131）が発表された。又、OEMメーカーによる日本進出も計画されており日本の電波法をクリアした製品開発も行われている。

## 発電部の技術
メカニカル・物理的動作を利用した発電部品は電磁石の原理をそのまま利用している。発電部品のサイズは約. 40 x 40 x 10 mm。動作駆動力は７ニュートン。2009年末には5ニュートンで駆動するモデルPTM332がリリースされている。設計寿命は最低10万回で照明のスイッチとしては約30年以上の動作を見込んでいる。

## 通信技術の詳細
周波数帯は同社の方針として1GHz以下を使用している。　これは利用頻度の低い有効な周波数帯を利用することで通信の衝突による通信時間の遅延を防ぐためである。（欧州、中近東では868 MHzを、北米及び日本を含むアジアでは315 MHzを使用）
1GHz以下の周波数帯を用いる理由としてDECT, WLAN, PMR システム等の周波数帯を避ける、そしてオフィスビル、工場環境で有効性の証明されている帯域でもあることが上げられる。
一部の試作品で2.4GHzを採用した例があるが868MHz/315MHzと比較して電波の到達範囲（Coverage）が狭まり4倍以上のアクセスポイントが必要になるため試作品が作られた段階で製品化の検討は中止された。
通信プロトコルの特長として冗長性 (最低3 回のリトライ)の確保が取られている。 通常1度の送信信号には3回のコマンド信号が含まれる。3回から最大6回（用途によって設定が可能）のコマンド信号を25ミリ秒の間にランダムに送信する。これはサイクリックなノイズに対して同期する事を避けるリトライ機能を目的としている。個々のコマンド信号は32ビットのIDにより構成されるが内、24ビットはユニークなアドレス設定に用いられる。24ビットのユニークなアドレスを持つことで約1万７千個のアドレスを持つことが可能であり大規模オフィスビルで全ての照明に同社の技術を用いても同じアドレスによる混線を避ける充分なアドレス数が確保できる。